# Wilfried Neugebauer

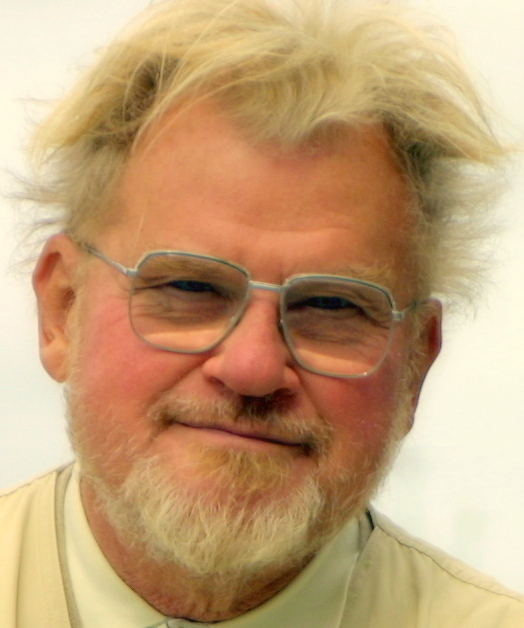
Wilfried Neugebauer (2003)

Wilfried Neugebauer (* 1933 in Schweidnitz, Provinz Niederschlesien; † 2. April 2023 im Starnberger Ortsteil Söcking) war ein deutscher Fachbuch- und Schulbuchautor zur Didaktik der Wirtschaftslehre und Entwickler von Modellen für die Wirtschafts- und Arbeitslehre im Unterricht.

## Leben und Werk
1957 absolvierte er sein Erstes Staatsexamen für das Lehramt an Gymnasien. Als Referendar wirkte er an den Wirtschaftswissenschaftlichen Gymnasien München und Nürnberg. Das Zweite Staatsexamen erfolgte 1959 beim Freistaat Bayern. Von 1959 bis 1971 hatte Neugebauer eine Unterrichtstätigkeit in München am Wirtschaftswissenschaftlichen Gymnasium, am Abendgymnasium und am Münchenkolleg; von 1971 bis 1980 war er Gymnasialprofessor am Zentrum für Bildungsforschung München, Referent für Wirtschaft, Recht und Rechnungswesen. Von 1979 bis 1981 hatte er einen Lehrauftrag an der Ludwig-Maximilians-Universität München für Didaktik der Wirtschaftslehre. Zwischen 1980 und 1994 war Neugebauer Oberstudiendirektor i. H. an der Universität Bayreuth für Didaktik der Wirtschafts- und Rechtslehre und der Arbeitslehre. Er lebt in Starnberg bei München in Oberbayern.
Seine Hauptarbeitsgebiete sind Unterrichten mit Modellen, Praxiserkundung, Lehrplanentwicklung für ökonomische und juristische Bildung in beiden Sekundarstufen, ökonomische Bildung am Gymnasium, Lehrerbildung, Geschichte der ökonomischen Bildung.

## Publikationen
(Herausgeber und Mitarbeit)
- Wirtschaft I (Unterricht in Wirtschaftslehre). Oldenbourg, München 1976, ISBN 3-486-12551-6.
- Wirtschaft II (Curriculumentwicklung für Wirtschafts- und Arbeitslehre). Oldenbourg, München 1977, ISBN 3-486-12561-3.
- Wirtschaft III (Lehrerbildung für Wirtschafts- und Arbeitslehre). Oldenbourg, München 1979, ISBN 3-486-12571-0.
- Curriculumgestaltung als Entwicklung und Anwendung fachdidaktischer Unterrichtsstrukturkonzepte. in: Politisch- gesellschaftlicher Unterricht in der Bundesrepublik, hrsg. V. W. Northemann, Opladen 1978, S. 119–132
- Didaktische Modellsituationen. in: Modelle und Modelldenken im Unterricht. hrsg. V. H. Stachowiak, Bad Heilbrunn 1980, S. 50–73
- Stichwort „Curriculumentwicklung“. in: Wirtschaft – Handwörterbuch zur Arbeits- und Wirtschaftslehre. hrsg. V.F.-J. Kaiser und H. Kaminski, Bad Heilbrunn 1981
- Grundformen der Praxiserkundung in den beiden Sekundarstufen. in: Erziehungswissenschaft und Beruf. (1984), S. 340–350
- Wirtschafts- und Rechtslehre (für das Gymnasium), Schulbuchwerk in drei Bändern. Verlag Ludwig Auer, Donauwörth 1979, ISBN 3-403-00806-1.
- Die historischen Wurzeln des „Verbandes Bayerischer Wirtschaftsphilologen“. in: Festschrift anlässlich des 80-Jährigen Bestehens des Verbandes Bayerischer Wirtschaftsphilologen e.V. herausgegeben vom Wirtschaftsphilologen Verband Bayern e.V. im Selbstverlag, Grafing 1986